# Френкель, Эдуард Владимирович
Эдуард Владимирович Френкель (род. 2 мая 1968, Коломна, СССР) — советский и американский математик, работающий в сферах теории представлений, алгебраической геометрии и математической физики. В настоящее время профессор Калифорнийского университета в Беркли.

## Биография
Эдуард Френкель родился в Коломне, в семье инженера Владимира Иосифовича Френкеля. В последних классах школы он изучал высшую математику с преподавателем из Коломенского педагогического института Евгением Петровым, увлекаясь в то же время больше квантовой физикой. После того как его не приняли на мехмат МГУ из-за его еврейского происхождения, Френкель поступил на специальность «Прикладная математика» факультета Автоматики и вычислительной техники (АиВТ) университета нефти и газа. Во время учёбы он посещал семинар Израиля Гельфанда и работал с Борисом Фейгиным и Дмитрием Фуксом. После получения диплома в 1989 году он был приглашён в Гарвардский университет в качестве приглашённого учёного (Visiting Scholar), а год спустя он поступил там же в аспирантуру. Он защитил диссертацию в 1991 году, то есть за год, под руководством Иосифа Бернштейна, который тоже до этого учился в Москве у Израиля Гельфанда. С 1991 по 1994 был стипендиатом в Гарвардском университете (Harvard Junior Fellow), а с 1994 по 1997 год преподавал там же в качестве доцента (Associate Professor). С 1997 года — профессор математики в Калифорнийском университете в Беркли.

## Награды
Френкель стал первым лауреатом учреждённой в 2002 году премии Германа Вейля. Среди прочих его наград — премия «Packard Fellowship in Science and Engineering» и «Chaire d’Excellence» от института математики в Париже (Fondation Sciences mathématiques de Paris). С 2013 года является действительным членом Американского математического общества.
В 2014 году Френкель был избран в Американскую академию искусств и наук.